# Irvin Gernon
Frederick Anthony John Gernon (sinh ngày 30 tháng 12 năm 1962), hay Irvin Gernon, là một hậu vệ bóng đá người Anh thi đấu ở Football League cho Ipswich Town, Gillingham, Reading và Northampton Town. Ông đại diện Anh ở cấp độ học sinh, trẻ và U-21.